# Лапин, Евгений Владимирович
Евгений Владимирович Лапин (1918—2003) — советский и российский живописец и график.
Член Союза художников СССР. Заслуженный работник культуры Российской Федерации, Кавалер Ордена Почёта (1999).

## Биография
Евгений Лапин родился 27 июля 1918 года во Владивостоке. В 14 лет вместе с родителями переехал в Москву и, спасаясь от одиночества, стал посещать изостудию на Покровке. Творческий путь художника начался с кружка в Доме пионеров.
Учился в студии А. В. Шевченко, а в Московском текстильном институте у А. В. Куприна. В 1941 защитил диплом, отправлен на фронт, где служил разведчиком особой стрелковой бригады. Награждён медалями и орденами.
В 1972—2000 — директор детской художественной школы № 1 имени В. Серова. Многие его ученики стали известными художниками на родине и за границей.
В 1995 удостоен звания Заслуженный работник культуры Российской Федерации. В 1999 по Указу Президента Российской Федерации награждён Орденом Почёта.
Умер в 2003 в Москве в кругу семьи в связи с травмой бедра, полученной ещё на войне и напоминающей всю жизнь.

## Творчество
Ученик А. В. Куприна и А. В. Шевченко. Большую часть его творчества составляют натюрморты, в его творческой манере видно влияние сезаннизма. Работал в мастерской возле школы на Кропоткинской. На протяжении всей жизни участвовал в совместных и личных выставках в СССР и России,Франции,Латвии.